# Saint-Didier-sous-Riverie
Saint-Didier-sous-Riverie är en kommun i departementet Rhône i regionen Auvergne-Rhône-Alpes i östra Frankrike. Kommunen ligger i kantonen Mornant som tillhör arrondissementet Lyon. År 2018 hade Saint-Didier-sous-Riverie 1 277 invånare.

## Befolkningsutveckling
Antalet invånare i kommunen Saint-Didier-sous-Riverie
| Referens: INSEE |